# Magnanerie

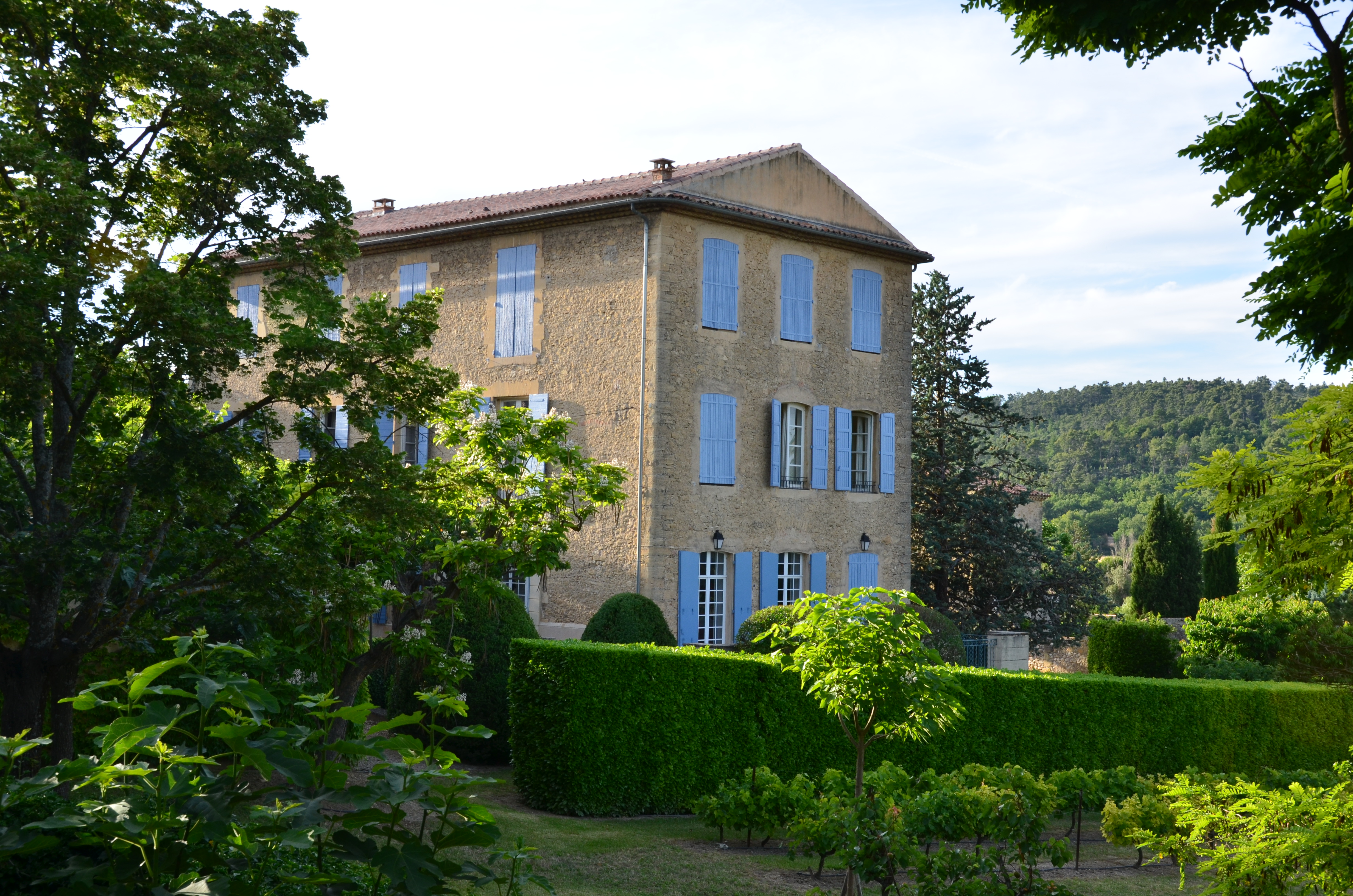
Ancienne magnanerie de Mirabeau, dans le massif du Luberon.

Une magnanerie ou magnanière (de l'occitan magnan, qui désigne le ver à soie du bombyx du mûrier) est un ancien lieu d'exploitation de sériciculture traditionnelle, c'est-à-dire l'élevage du ver à soie.

## Histoire
La dénomination magnanière peut également être rencontrée pour désigner le bâtiment destiné à la sériciculture d'une exploitation agricole (ou d'un mas provençal). Les exploitants sont appelés des magnaniers ou des magnanarelles ou magnarelles, au féminin.
Les magnaneries se développent en France à la fin du XVIe siècle grâce à l'illustre agronome français Olivier de Serres, qui crée sa ferme modèle sur son domaine du château du Pradel, en Ardèche. Il introduit alors la culture du mûrier pour la matière première et obtiendra à la fin du siècle du roi de France Henri IV, un développement à grande échelle de cette culture, avec la plantation de 4 millions de mûriers en Ardèche, Dauphiné et Cévennes, pour alimenter les vers à soie bombyx du mûrier de l'importante industrie de production de soie naturelle qui se développe alors (cf. histoire de la soie),.
La magnanerie est en général un bâtiment à deux étages, avec un cellier voûté au rez-de-chaussée pour emmagasiner des feuilles de mûrier. Les étages supérieurs sont occupés par des rangées de claies d’élevage des vers à soie, tenus à bon niveau de température par des poêles à bois.

Vers à soie bombyx du mûrier
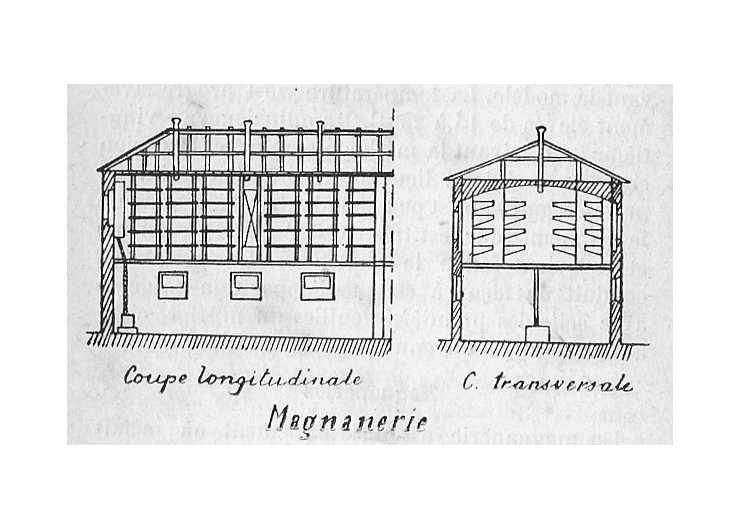
Coupe schématique d'une magnanerie.
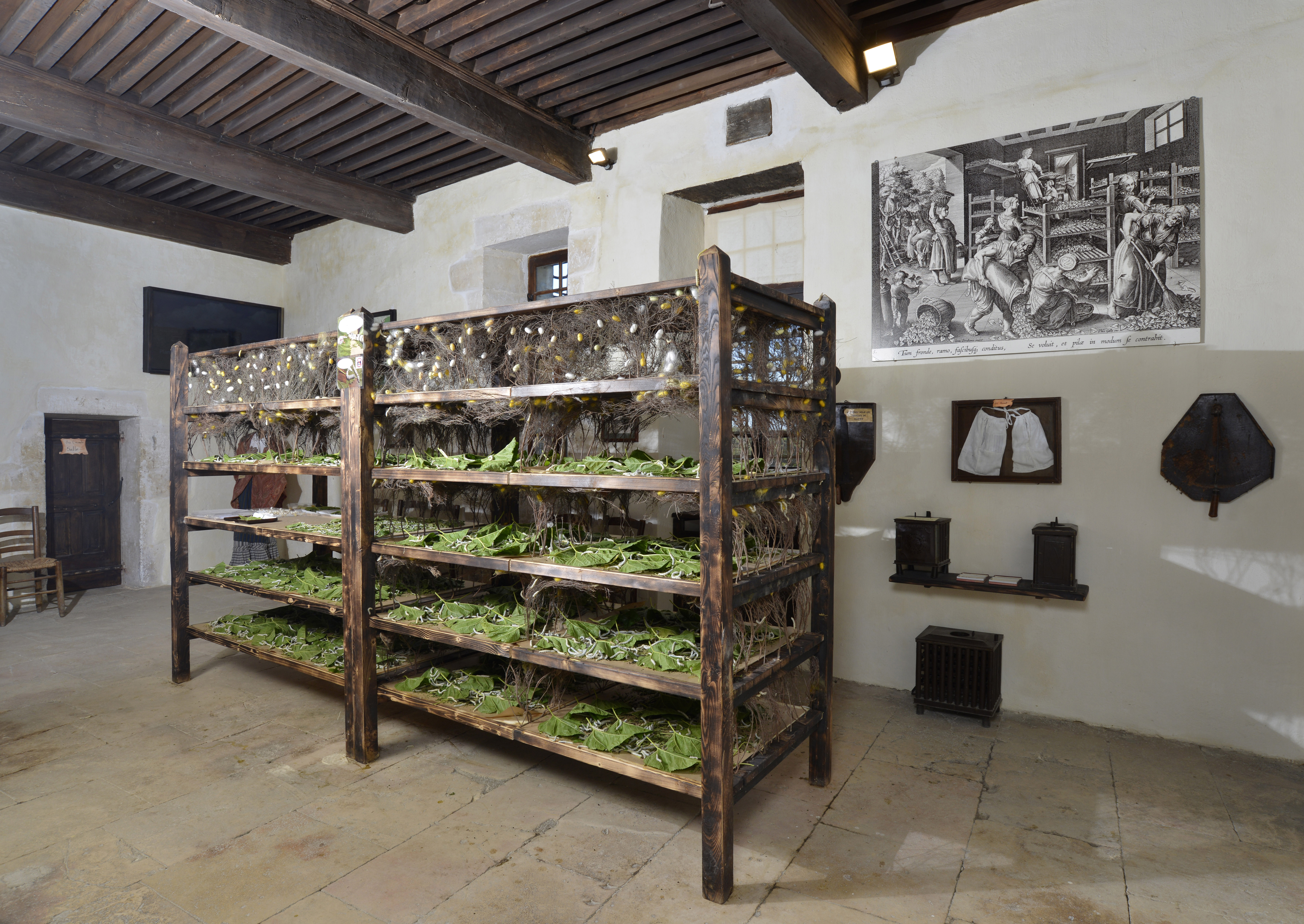
Magnanerie du château des Roure en Ardèche.
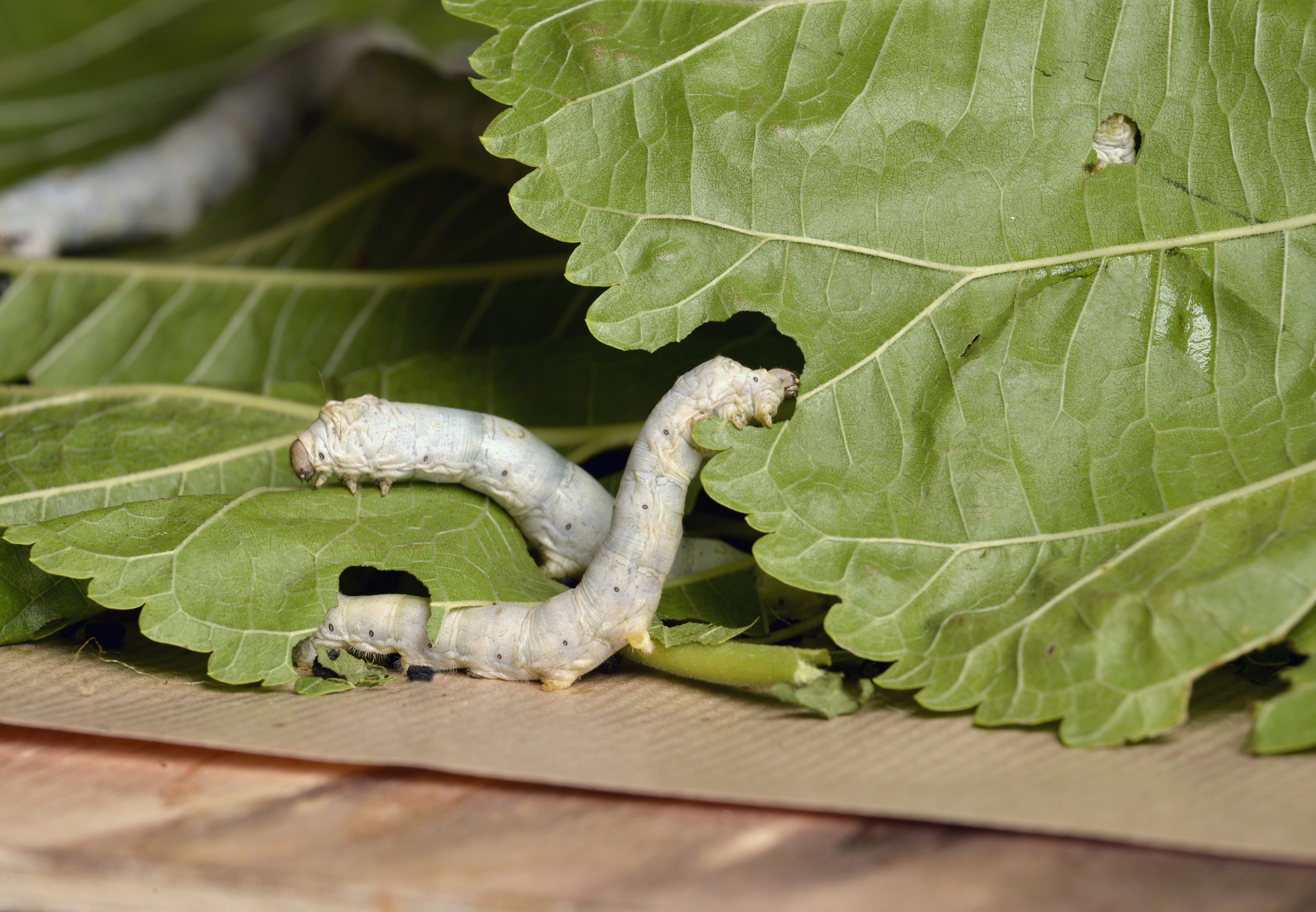
Magnan et feuilles de mûrier.
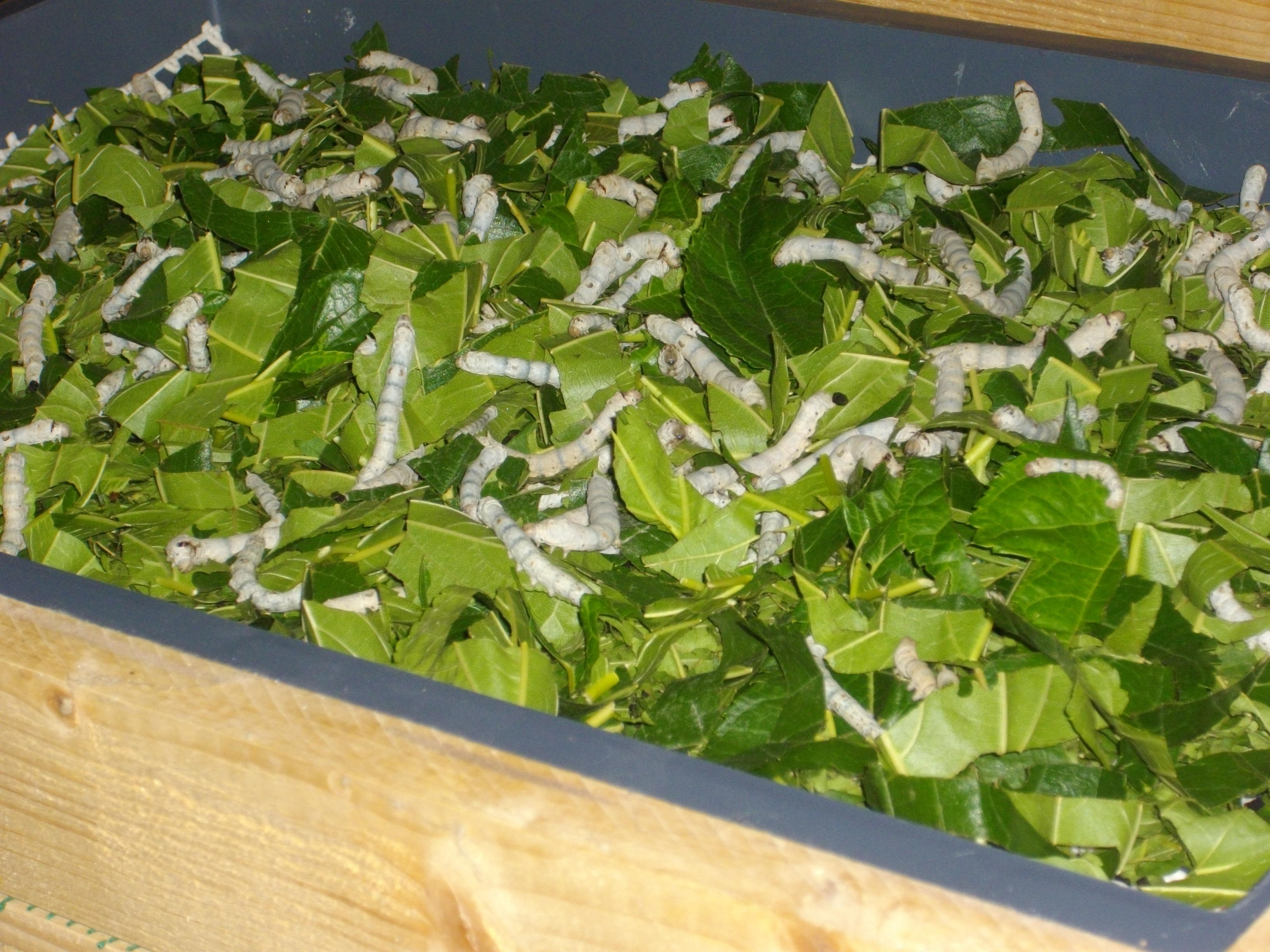
Claie de magnan et feuilles de mûrier.
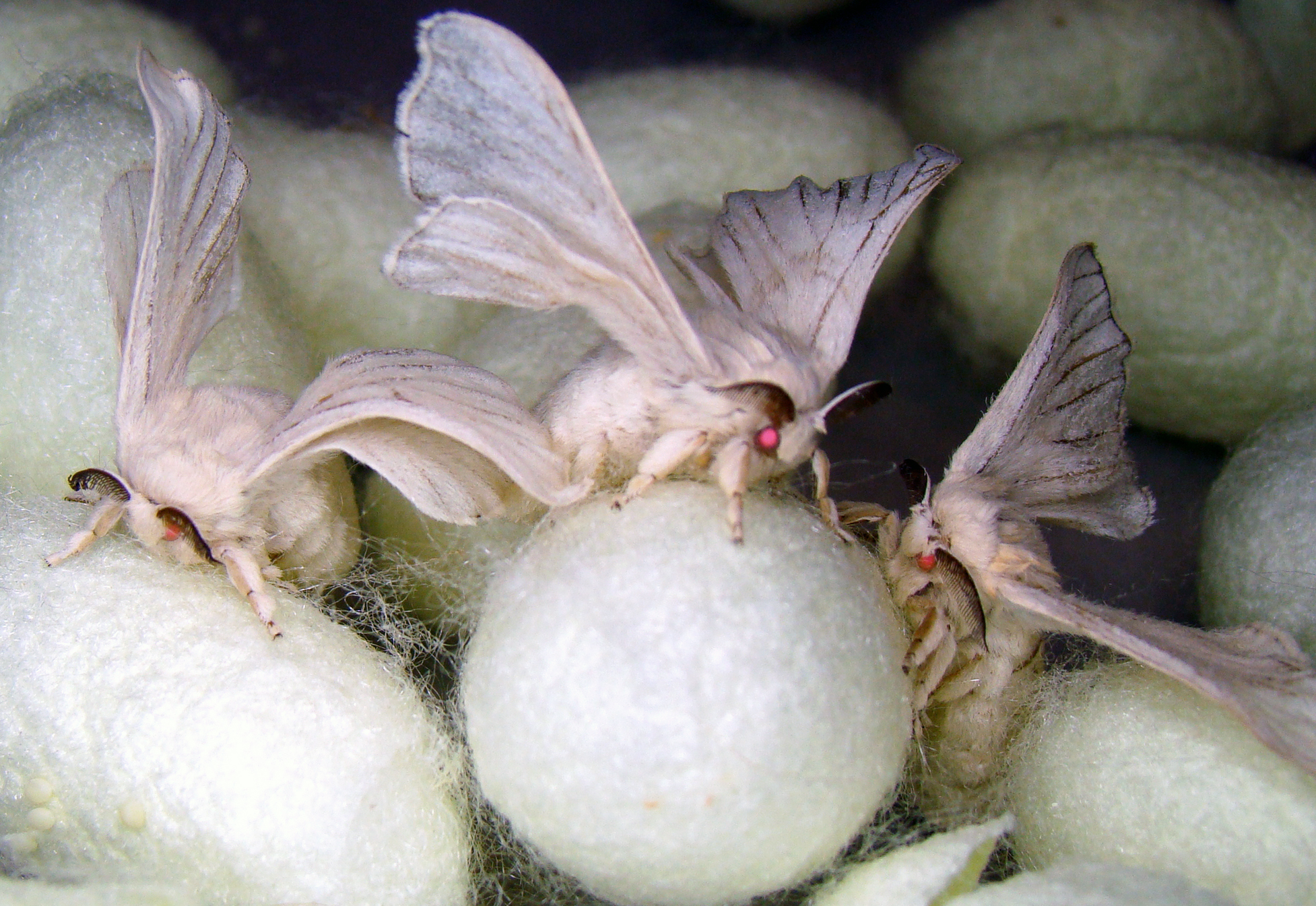
Bombyx du mûrier, et cocon de soie.

Les magnaneries provençales sont situées principalement dans les départements de l'Ardèche, du Gard, du Vaucluse et de la Lozère. La soie produite est ensuite exportée vers la région lyonnaise pour être tissée par des canuts lyonnais sur des métiers à tisser (cf. histoire de la soierie à Lyon).

## Musées
À la suite de l'invention de la soie artificielle (viscose) au XIXe siècle, et au développement de son industrie, l'élevage du ver à soie pour la production du fil de soie a totalement disparu en France. Quelques magnaneries artisanales traditionnelles subsistent malgré tout, à ce jour, à titre de magnanerie-musée et écomusée de l'histoire de la sériciculture traditionnelle, pour amateurs et touristes, dont :

Quelques magnaneries-musées
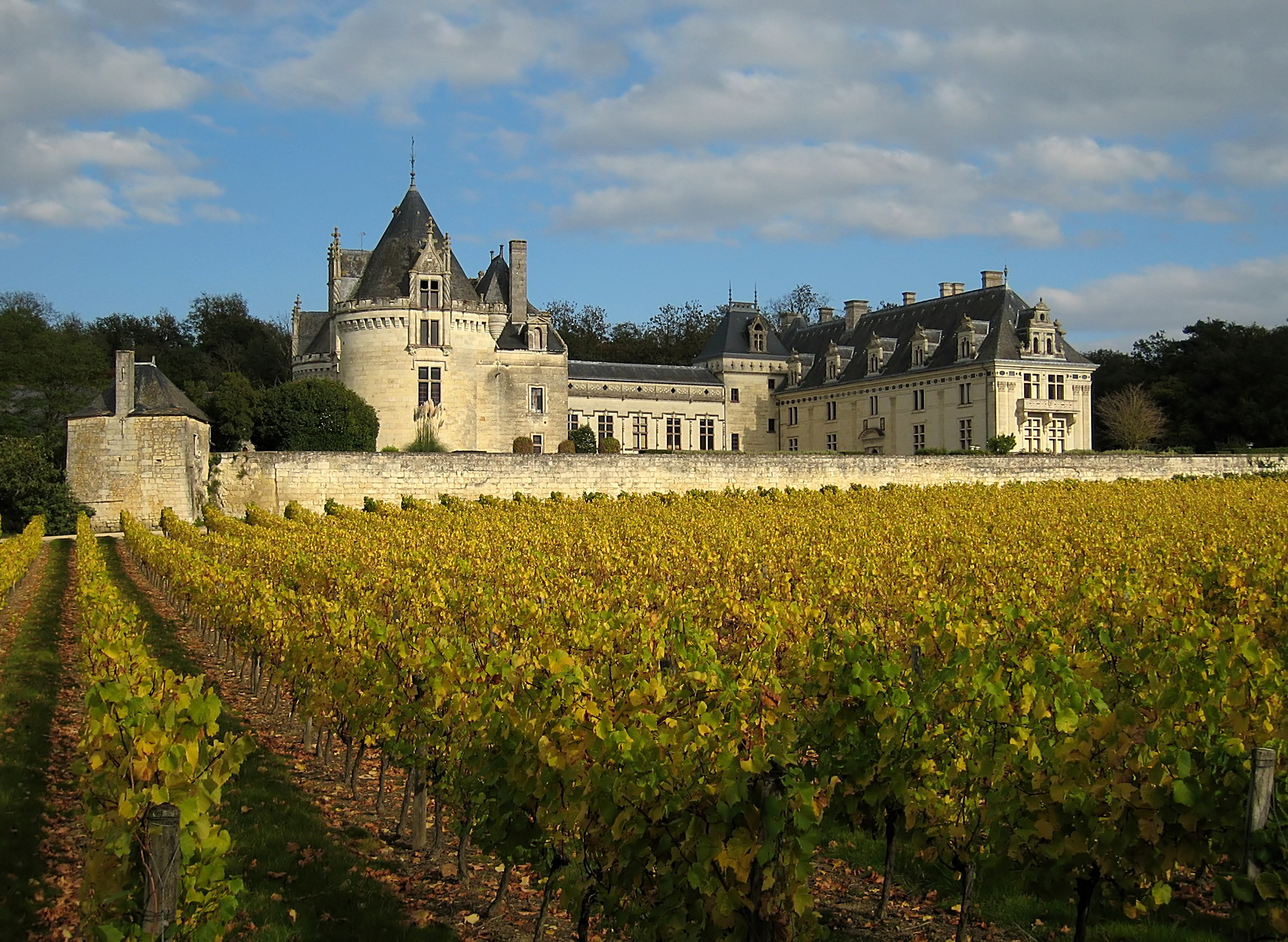
Château de Brézé, en Maine-et-Loire.
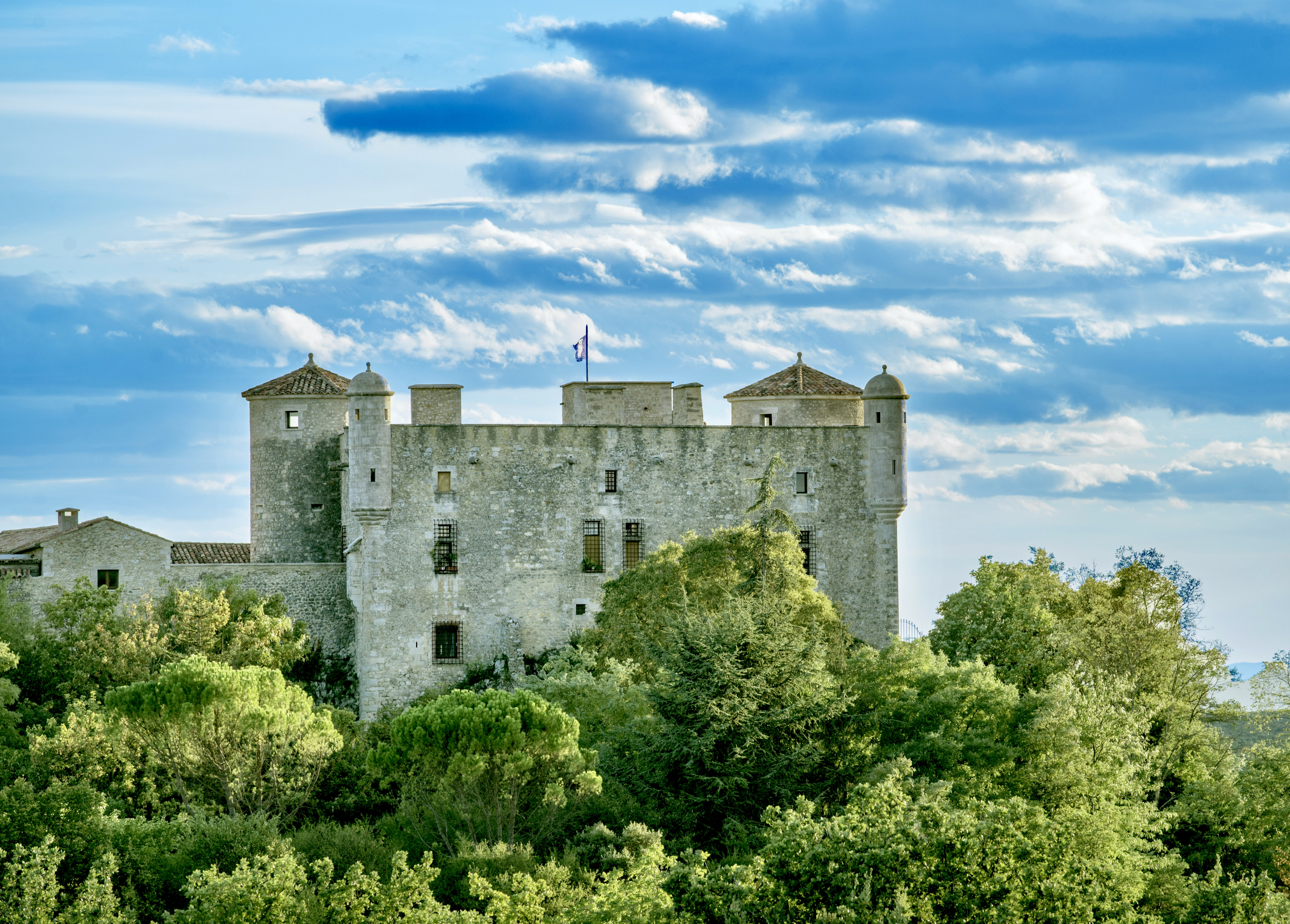
Château des Roure, en Ardèche.
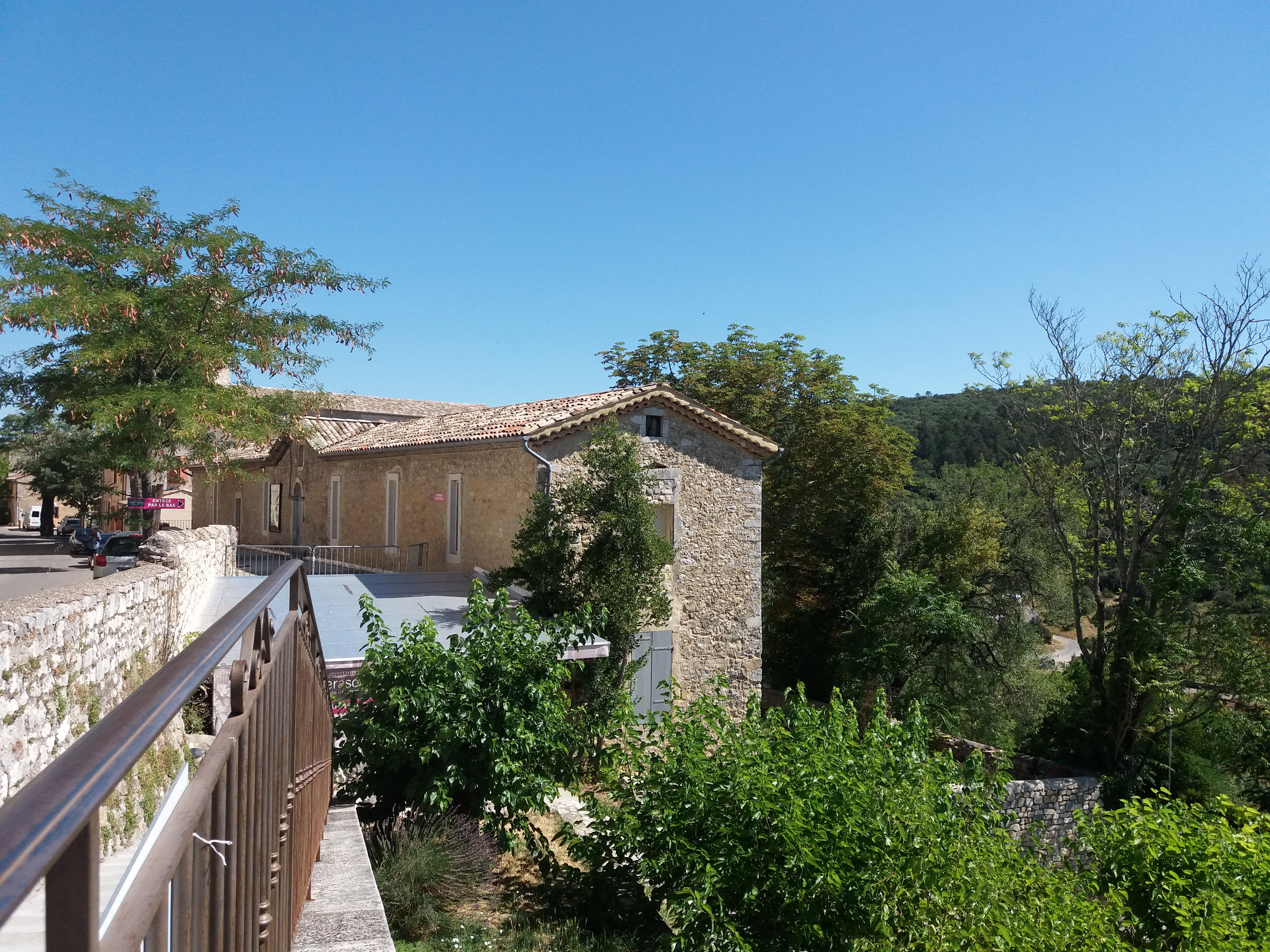
Magnanerie de Lagorce en Ardèche.
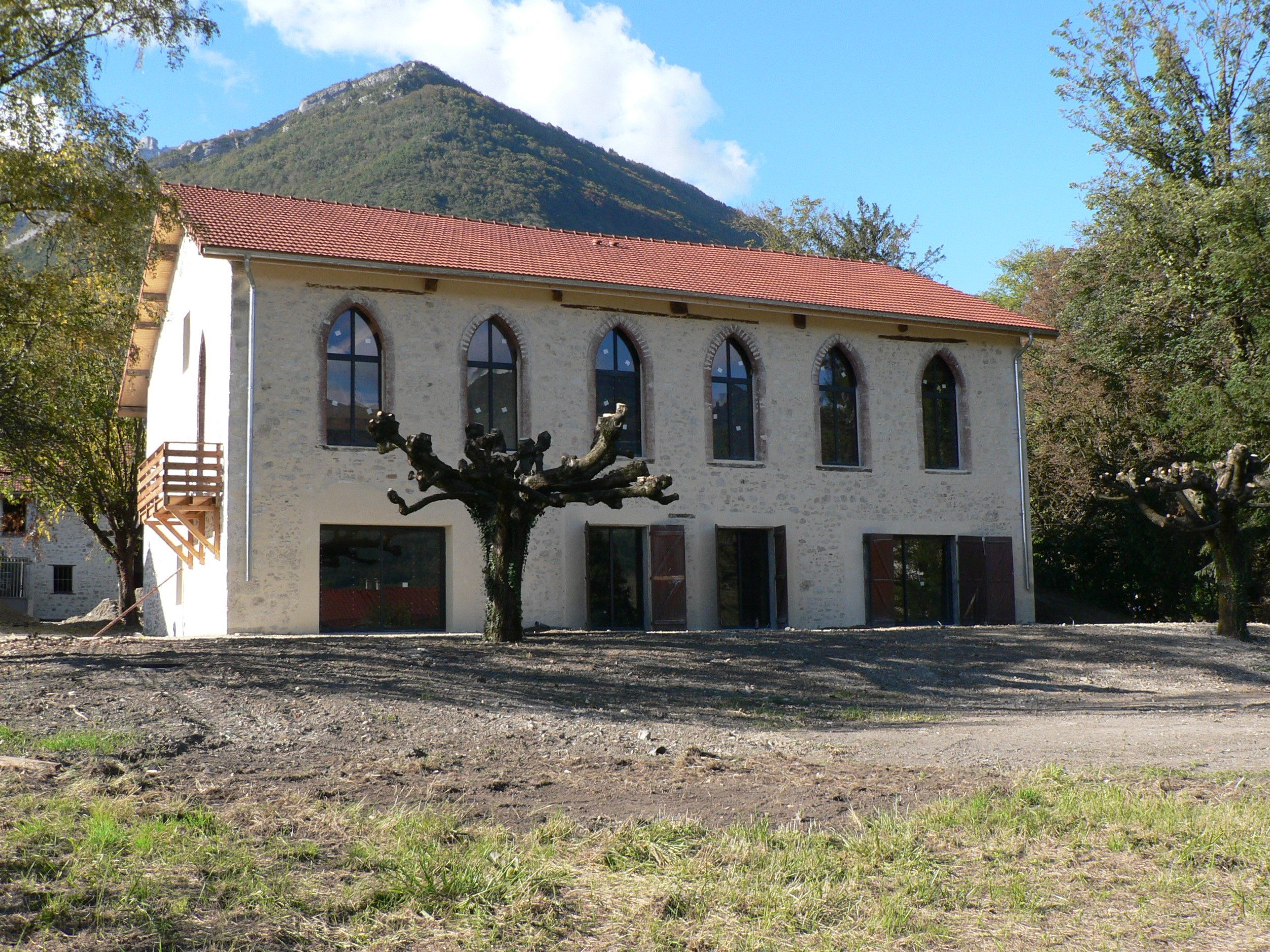
Magnanerie de La Terrasse, en Isère.
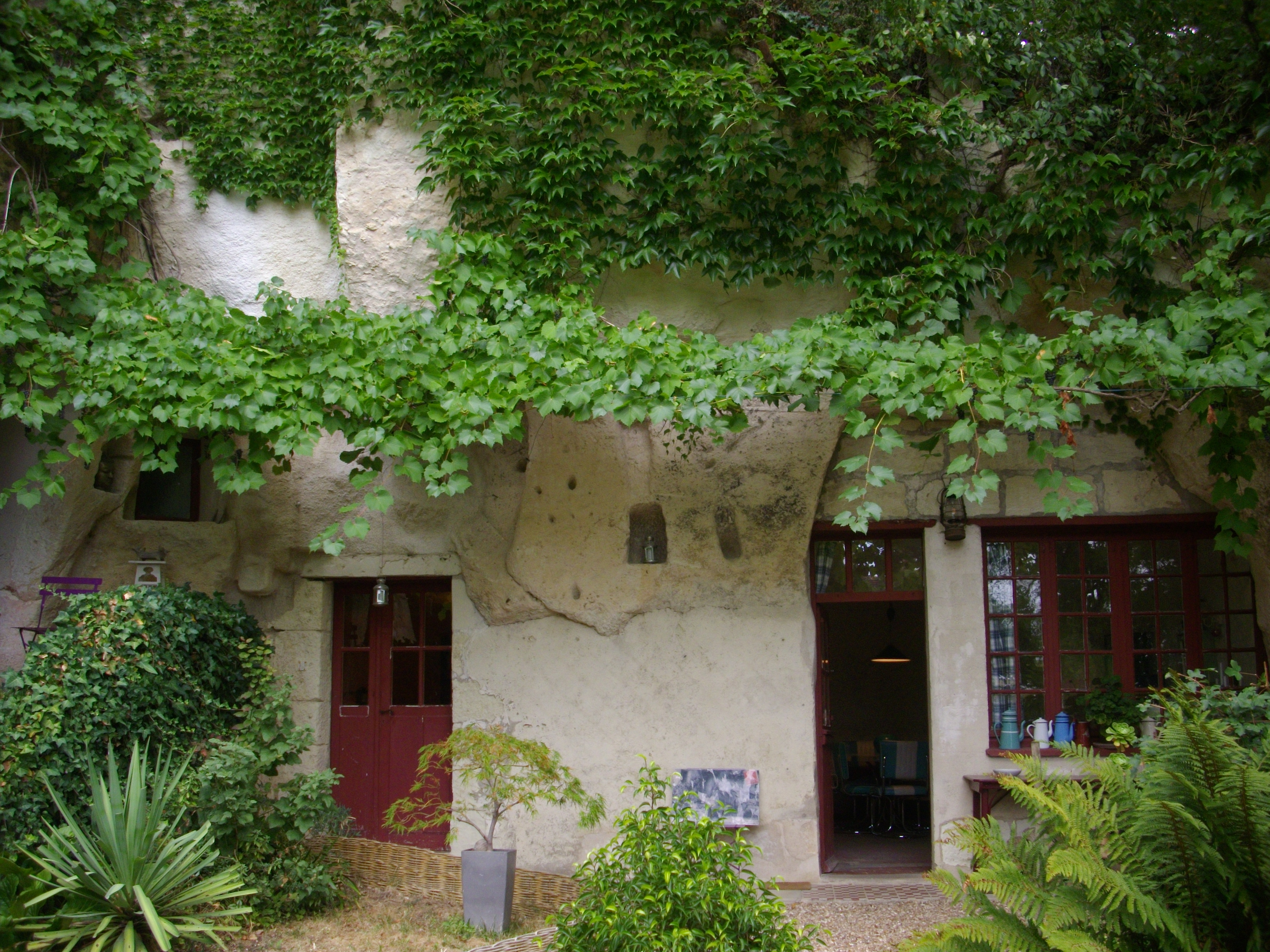
Magnanerie de Bourré, Loir-et-Cher.

## Cinéma, musique et littérature
- 1859 : Mirèio, poème épique provençal de Frédéric Mistral, des magnanarelles apparaissent dans cette œuvre.
- 1864 : Mireille, opéra de Charles Gounod, adapté de l’œuvre précédente
- 1933 : Mireille, film de René Gaveau et Ernest Servaes, adapté des œuvres précédentes.

## École et lycée
- Lycée technique des Magnanarelles, aux Arcs dans le Var.